# Tony Sylva (Schauspielerin)

Tony Sylva auf einer handsignierten Porträtfotografie der Vitascope

Tony Sylva (auch Toni Sylva; * 27. Februar 1884 als Elisabeth Antoinette Sieben in Mönchengladbach; † 3. Dezember 1956 in Berlin) war eine deutsche Schauspielerin.

## Leben und Karriere
Die Tochter des Kaufmanns Heinrich Sieben und seiner Frau Helene, geb. Loers, debütierte 1903 am Berliner Luisen-Theater. Auch in der Folgezeit sah man die Mönchengladbacherin überwiegend an Bühnen der deutschen Hauptstadt. Am 27. November 1907 ging sie für eine Spielzeit ans Stadttheater Gießen, kehrte aber bereits am 11. April 1908 zurück nach Berlin. In dieser Zeit führten sie Reisen bis nach Italien und Griechenland.
1912 holte der Regisseur Walter Schmidthässler Tony Sylva für die Titelrolle im zweiteiligen Melodram Das Weib ohne Herz vor die Kamera. Bis kurz vor Ausbruch des Ersten Weltkriegs wirkte sie mit Hauptrollen in einer Reihe von dramatischen und melodramatischen Geschichten. Es waren Filmstoffe, die meist von der Firma Vitascope hergestellt und überwiegend von Schmidthässler inszeniert wurden. Bereits 1915 musste Tony Sylva nach einem Autounfall ihre Filmkarriere beenden und verschwand aus dem Blickfeld der Öffentlichkeit.
1919 heiratete sie in Berlin den Kaufmann Carl Rörig. Nach dessen Tod 1938 verarmte sie und beantragte bei der NS-Stiftung „Künstlerdank“ finanzielle Unterstützung, die ihr jedoch wegen der kurzen Dauer ihres künstlerischen Wirkens nicht gewährt wurde. In den 1950er-Jahren lebte Tony Sylva zeitweise in Krefeld und Materborn, kehrte schließlich aber wieder nach Berlin zurück, wo sie 1956 im Aquinata-Pflegeheim in Lichterfelde starb.

## Filmografie
- 1912: Das Weib ohne Herz (zwei Teile)
- 1913: Die dunkle Stunde
- 1913: Gräfin Spinarosa tanzt
- 1913: Weiße Lilien (auch Drehbuch)
- 1913: Das Recht auf Glück
- 1913: Draußen vor der Tür
- 1913: Das silberne Kreuz
- 1913: Die Wasser schweigen
- 1913: Der Schatten ihres Glücks
- 1913: Das weiße Pferd
- 1914: Nelly
- 1914: Der Traum einer Christnacht
- 1915: Abgründe